# POST

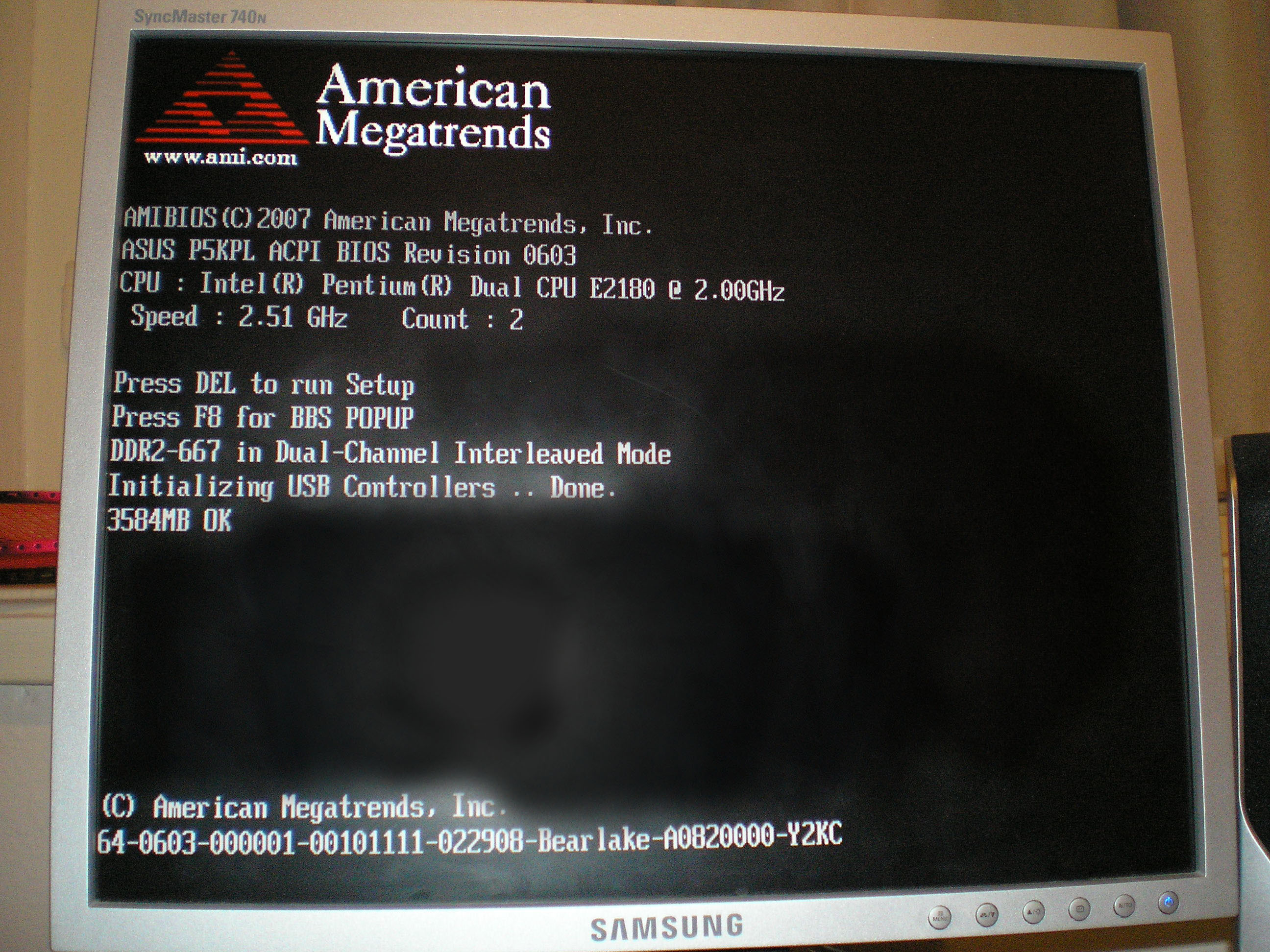
Tipikus POST képernyő (AMI BIOS)

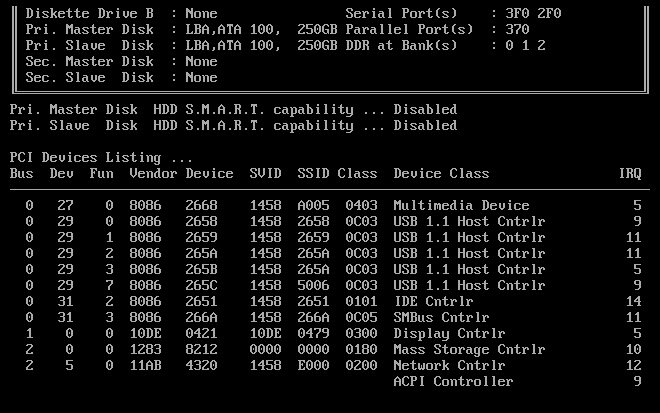
Összefoglaló képernyő a POST után, az operációs rendszer indítása előtt (AMI BIOS)

POST Betűszó, a Power-On Self Test (bekapcsolási önellenőrzés) rövidítése.
A BIOS induláskor végrehajt egy bekapcsolási öntesztet (Power-On Self Test). A POST egy diagnosztikai program, mely leellenőrzi a számítógép összes hardvereszközét, hogy jelen vannak-e és megfelelően működnek-e. Csak a teszt hiba nélküli lefutásakor kezdődhet meg a számítógép indítási folyamatának elindítása. Az indulás során a későbbiekben is végrehajthat tesztfolyamatokat, ahogy a rendszerindulási folyamat megkívánja. A POST ellenőrzés már a PC korszak előtt megjelent, kis- és nagyszámítógépekben egyaránt alkalmazták, pl. az 1970-es években készült PDP–11 kisgépekben is.
A PC-ken a POST nagyon gyorsan hajtódik végre, hibátlan működés esetén ez a felhasználó előtt rejtve marad. Ha hibát észlel valamely tesztelt eszköznél, akkor az síphangokkal jelzi a felhasználónak. Azért kell sípjeleket adnia, mert ekkor a videóvezérlő még nem indult el. A sípjelek a BIOS gyártójától függenek, a legnagyobb 2 cég az AMI és az Award. Az AMI BIOS sípkódjait és lehetséges javításukat a következő felsorolás tartalmazza:
- 1 sípszó: Frissítési hiba. Memóriahibát jelent, melyet csak cserével tudunk kijavítani. Ez a hibajelenség általában a memória vagy a memóriavezérlő hibáját jelzi. Előbbi esetben a memória cseréjével ez megszüntethető, a vezérlő hibája azonban csak az alaplap cseréjével orvosolható.
- 2 sípszó: Paritáshiba. Memóriahibát jelent, melyet csak cserével tudunk kijavítani. Elképzelhető, hogy a modul érintkezői piszkosak, és emiatt nem érintkezik. Az is könnyen lehet, hogy az alaplapunk megköveteli a paritásos RAM használatát, mi viszont nem ilyet használunk, vagy a beépített memória csupán álparitásos. Erre az alaplap leírása adhat biztos választ.
- 3 sípszó: 64K bázismemória-hiba. Memóriahibát jelent, melyet csak cserével tudunk kijavítani. Elképzelhető, hogy a modul érintkezői piszkosak, és emiatt nem érintkezik.
- 4 sípszó: Az időzítő nem működik. Az alaplapon lévő időzítő áramkör nem működik megfelelően. Mivel ennek az egységnek a cseréje nem lehetséges, ezért az egész alaplapot ki kell cserélnünk.
- 5 sípszó: Processzorhiba. A processzor hibáját jelzi. Ki kell cserélnünk a processzort, amennyiben az foglalatban található. Vizsgáljuk meg, hogy megfelelő pozícióban szereltük-e be a processzort. Ha nem, akkor könnyen lehet, hogy a CPU tönkrement.
- 6 sípszó: A billentyűzet mikrokontrollerének a hibájára utal. Ez szinte biztos javíthatatlan hiba, tehát a megoldás a billentyűzet cseréje.
- 7 sípszó: Processzorkivétel-hiba. Vagy a processzor, vagy az alaplap hibáját jelzi.
- 8 sípszó: Képernyő-memória írás/olvasási hibája. A videokártyán lévő memória hibáját jelzi. Ha a memória olyan, hogy foglalatban van, akkor a RAM cseréjével a hiba megszüntethető. Ha azonban be van forrasztva, akkor ki kell cserélnünk a kártyát. Előfordulhat olyan eset is, mikor bővítve van a kártya memóriája. Ebben az esetben van olyan áramkör, amely foglalatban van, és van olyan, amit a gyártó már beforrasztott. Próbáljuk meg kivenni a foglalatból az összes memóriát nagyon óvatosan, és tegyük a helyére a kártyát. Ha megvan, indítsuk el a számítógépet. Ha a hiba továbbra is fennáll, akkor a beforrasztott áramkörök a hibásak, tehát csak a csere segít.
- 9 sípszó: ROM ellenőrzési hiba. A BIOS hibáját jelzi. Azonban ehhez pontosan tudni kell az alaplap típusát és gyártási számát, valamint a BIOS verziót és a sorozatszámát. Ekkor tudunk az AMI-tól új áramkört vásárolni.
- 10 sípszó: CMOS regiszter-hozzáférési hiba. Az alaplap hibájára utal. A javítás nem lehetséges, tehát mindenképpen cserére szorul.
- 11 sípszó: Cache memória rossz. Az alaplapon vagy egyes processzoroknál a processzorban lévő gyorsítótár hibájára utal. Az alaplapi cache általában foglalatban található, amely így kicserélhető.

Award BIOS Post sípkódok:
- 1 rövid: A rendszer bootol, minden rendben
- 1 hosszú: Memóriaproblémák
- 2 rövid: Könnyebb hiba, jelentés a képernyőn
- 1 hosszú, 2 rövid: Videókártya-hiba
- 1 hosszú, 3 rövid: Billentyűzetkontroller-hiba
- folyamatos hang: Nem található memória vagy videókártya